# Kabinett Caprivi

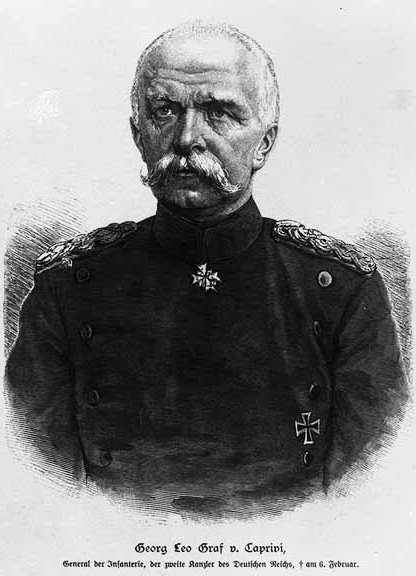
Leo von Caprivi

Das Kabinett Caprivi war die vom 20. März 1890 bis 28. Oktober 1894 unter Kaiser Wilhelm II. amtierende Reichsregierung des Deutschen Reiches.

## Reichstagsmehrheiten
Bei der Reichstagswahl 1890 verloren die Kartellparteien ihre bisherige Mehrheit. In seiner Politik der Versöhnung setzte von Caprivi auf die Verständigung mit der Zentrumspartei. Mit der Unterstützung der Nationalliberalen Partei,  der Deutschkonservativen Partei
und der Freikonservativen Partei  konnte er sozialpolitische Reformen und ein Ende von Bismarcks Schutzzollpolitik auf den Weg bringen. Die Konservativen standen seinen Plänen skeptisch gegenüber, sahen sich jedoch als staatstragende Parteien gezwungen ihnen zuzustimmen.

Nachdem eine Mehrheit der Zentrumsfraktion gegen die Erhöhung des Wehretats gestimmt hatte, kam es zu Neuwahlen. Bei der Reichstagswahl 1893 konnten die Kartellparteien zulegen. Dennoch war von Caprivi auf die Zustimmung des Zentrums zu seiner Politik angewiesen. In der Folge konnte er mit Hilfe eines Teils des Zentrums, der Kartellparteien und der neugegründeten, von den Liberalen abgespalteten und regierungstreuen Freisinnigen Vereinigung den Wehretat erhöhen.

## Zusammensetzung
| Kabinett Caprivi 20. März 1890 bis 28. Oktober 1894 | Kabinett Caprivi 20. März 1890 bis 28. Oktober 1894 | Kabinett Caprivi 20. März 1890 bis 28. Oktober 1894 |
| --------------------------------------------------- | --------------------------------------------------- | --------------------------------------------------- |
| Reichskanzler                                       |                                                     | Leo Graf von Caprivi                                |
| Vizekanzler                                         |                                                     | Karl Heinrich von Boetticher                        |
| Auswärtiges Amt                                     |                                                     | Adolf Marschall Freiherr von Bieberstein            |
| Inneres                                             |                                                     | Karl Heinrich von Boetticher                        |
| Justiz                                              |                                                     | Otto von Oehlschläger bis 2. Februar 1891           |
| Justiz                                              | Robert Bosse bis 24. März 1892                      |                                                     |
| Justiz                                              | Eduard Hanauer bis 10. Juli 1893                    |                                                     |
| Justiz                                              | Rudolf Arnold Nieberding                            |                                                     |
| Marine                                              |                                                     | Karl Eduard Heusner bis 22. April 1890              |
| Marine                                              | Friedrich von Hollmann                              |                                                     |
| Post                                                |                                                     | Heinrich von Stephan                                |
| Schatz                                              |                                                     | Helmuth Freiherr von Maltzahn bis August 1893       |
| Schatz                                              | Arthur Graf von Posadowsky-Wehner                   |                                                     |

## Quelle
- Regenten und Regierungen der Welt, Band 2,3. Neueste Zeit: 1492–1917, bearb. von B. Spuler; 2. Aufl., Würzburg, Ploetz, 1962.